# Lontar (Muara Jaya)
Lontar is een bestuurslaag in het regentschap Ogan Komering Ulu van de provincie Zuid-Sumatra, Indonesië. Lontar telt 973 inwoners (volkstelling 2010).